# Charouine
Charouine (em árabe: ﺷﺮوﻳﻦ) é uma comuna e cidade da Argélia na região de Adrar.

## Ligações Externas
- http://www.maplandia.com/algeria/adrar/charouine/